# Coenosia leucotrichia
Coenosia leucotrichia är en tvåvingeart som beskrevs av Albuquerque 1956. Coenosia leucotrichia ingår i släktet Coenosia och familjen husflugor. Inga underarter finns listade i Catalogue of Life.